# Ried-Mörel

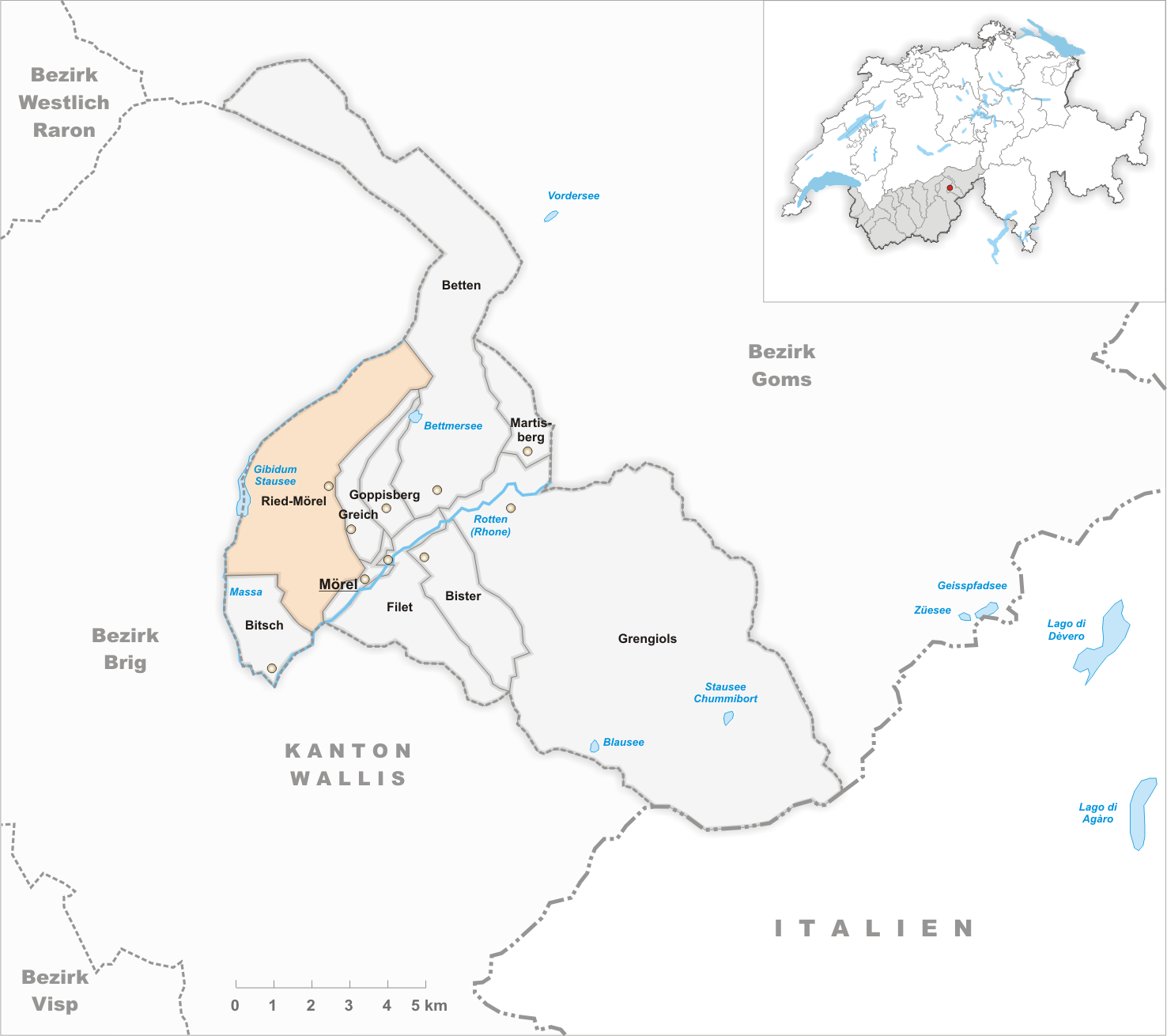
Gemeindestand vor der Fusion am 1. November 2003

Riederfurka, Villa Cassel (1953)

Ried-Mörel ist ein Dorf und eine Burgergemeinde mit einem Burgerrat im Bezirk Östlich Raron sowie eine Pfarrgemeinde des Dekanats Brig im Schweizer Kanton Wallis.

## Geschichte
Die Burg Mancapan, Sitz der Grafen von Mörel, wurde 1260 von Graf Peter II. von Savoyen zerstört und ist noch als Ruine zu sehen. 1385 erstmals erwähnte Suonen versorgten das Dorf vom Aletschgletscher her mit Wasser, das seit 1946 in einem drei Kilometer langen Stollen durch das Riederhorn geleitet wird. Bis nach dem Zweiten Weltkrieg war die Gemeinde von Landwirtschaft und Viehzucht geprägt, während im Jahre 2000 58 % der Bevölkerung im Tourismus tätig waren.
Bis zum 1. November 2003 war es eine eigene Munizipalgemeinde, als es mit Goppisberg und Greich zur Gemeinde Riederalp fusionierte.

## Bevölkerung
| Bevölkerungsentwicklung | Bevölkerungsentwicklung | Bevölkerungsentwicklung | Bevölkerungsentwicklung | Bevölkerungsentwicklung |
| ----------------------- | ----------------------- | ----------------------- | ----------------------- | ----------------------- |
| Jahr                    | 1850                    | 1900                    | 1950                    | 2000                    |
| Einwohner               | 302                     | 333                     | 292                     | 304                     |